# Anzick-1
Anzick-1 es el nombre dado a los restos de un niño varón paleoindio encontrado en el centro sur de Montana, en 1968, que data de 12.707–12.556 años AP. El niño fue encontrado con más de 115 herramientas hechas de piedra y astas y fue enterrado espolvoreado con ocre rojo, lo que sugiere un funeral honorario. Anzick-1 es el único humano que se ha descubierto asociado al Complejo Clovis, y fue el primer genoma antiguo de los nativos americanos en ser secuenciado completamente.
En 1968, en Montana, Estados Unidos, se descubrió un enterramiento con restos humanos con una antigüedad de unos 13.000 años, y pertenecientes a la conocida como cultura Clovis, a este enterramiento se le conoció como yacimiento Anzick, y se consideró que estos Paleoindios cazadores-recolectores se encontraban entre los primeros colonizadores del continente americano. En este yacimiento en Montana se encontraron los restos (28 restos craneales, y restos de la clavícula y las costillas) de un niño de unos dos años de edad (Anzik-1), enterrado bajo numerosas herramientas pertenecientes al período Clovis construidas a base de piedra (100 herramientas de piedra y 15 restos de herramientas hechas de hueso).
Una vez que se encontraron y catalogaron todos los restos se usó uno de los fragmentos de los huesos del niño para realizar diferentes análisis del ADN. Estos análisis revelaron que el individuo estaba estrechamente relacionado con los nativos americanos del Centro y del Sur de América, en lugar de estar estrechamente relacionado con los pobladores del Ártico canadiense, como se había pensado hasta el momento, apoyando la teoría de las múltiples oleadas de colonización.
Durante más de 20 años los antropólogos han debatido si los primeros pobladores que llegaron al Nuevo Mundo lo hicieron pasando por el estrecho de Bering, o atravesando el océano Atlántico desde el suroeste de Europa. Este nuevo análisis de los restos de Anzick-1 desafían la hipótesis de que la primera oleada de migración se produjera desde Europa, ya que por primera vez, se ha determinaron la secuencia completa del genoma, que nos informa sobre los vínculos que existen entre los nativos americanos actuales con los antiguos pobladores de Asia oriental que se cree que fueron los primeros colonizadores del nuevo continente. 
Este estudio publicado en la revista Nature descarta totalmente la hipótesis europea, y se afianza la idea de que los primeros pobladores americanos llegaron milenios antes de lo que se pensaba a través de Bering.
Los análisis del ADN (análisis del ADNmt y del cromosoma Y) demuestran que el niño pertenecía a un grupo de seres humanos que podrían ser un antepasado directo de las tribus de nativos americanos actuales (con un 80% de similitud genética).
Entonces, el escenario más probable es que los humanos llegaron a la parte oriental de Bering (Siberia) hace 26.000 a 18.000 años. Hace 17.000 años, al retroceder los glaciares pudieron cruzar el estrecho de Bering desde donde algunos emigraron hacia la costa del Pacífico, alcanzando Monte Verde en Chile por hace 14.600 años, mientras que otros - incluyendo los antepasados de Anzick-1 - se dirigieron hacia el interior de América del Norte.
El análisis genético también reveló que el niño está menos relacionado con los nativos del norte de América que con los nativos americanos del centro y del sur, como los mayas de América Central y el Karitiana de Brasil. Eso se puede explicar mejor, dicen los científicos, si consideramos a Anzick-1 como un individuo perteneciente a una población que directamente ancestral de las tribus de América del Sur.

## Análisis genético

### Análisis del ADN mitocondrial
El análisis de ADN mitocondrial de los restos encontrados, indicó que Anzick-1 pertenecía a lo que se conoce como el haplogrupo o linaje D4h3a. Este hallazgo es importante porque la línea D4h3a se considera como un linaje "fundador", que pertenece a las primeras personas en llegar a América. Aunque es poco frecuente en la mayoría de los nativos americanos actuales en los EE. UU. y Canadá, los genes D4h3a son más comunes que en las personas nativas de América del Sur, lejos del acantilado Montana debajo de la cual Anzick-1 fue enterrado. Esto nos sugiere una mayor complejidad genética entre los nativos americanos de lo que se creía anteriormente, incluyendo una divergencia temprana en el linaje genético hace 13.000 años. Una teoría había sugerido que después de cruzar a América del Norte desde Siberia, un grupo de los primeros americanos, con el linaje D4h3a, se trasladó al sur a lo largo de la costa del Pacífico y, finalmente, a través de miles de años, a América Central y del Sur; y otros grupos pueden haberse movido hacia el interior, al este de las Montañas Rocosas.

### Análisis del ADN del cromosoma Y
El análisis del ADN del cromosoma Y reveló que el niño de Anzick-1 pertenece al haplogrupo Q1b1a2 (Z780). Este linaje se encuentra actualmente disperso entre los indígenas americanos desde México hasta Sudamérica.